# Дахуей
Дахуей (кит. спр. 大慧寺, піньїнь: dahuisi, акад. Дахуэйсы, буквально «Храм великої мудрості») — Мінський буддійський храм у Пекіні. Знаходиться на заході міста в районі Хайдянь і стоїть на вулиці Дахуей луси біля дороги Сюеюань Нань Лу.
Збудований у 1513 та перебудований у 1757.
Відомий буддійськими скульптурами: 28 прикрашеними триметровими статуями будд. У ньому збереглося різьблення мінської доби.
Після пожежі в 1983 від храму залишилася лише основна будівля, відкрита для відвідування в 1998.